# Getal van Knudsen
Het getal van Knudsen is een dimensieloos getal dat de verhouding weergeeft tussen gemiddelde vrije weglengte en karakteristieke lengte in een fluïdum.
{\displaystyle Kn={\lambda  \over L}={k_{B}T \over {\sqrt {2}}\pi d^{2}pL}}
λ = gemiddelde vrije weg [m]
L = karakteristieke lengte [m]
T = temperatuur [K]
kB = Boltzmann-constante (1,38 × 10−23 J K−1)
d = botsingsdiameter van de deeltjes [m]
p = totaal druk [Pa]
Het getal is genoemd naar Martin Knudsen (1871-1949), een Deense natuurkundige.
Archimedes ·
Atwood ·
Bagnold ·
Bejan ·
Biot ·
Bond ·
Brinkman ·
capillair getal ·
Cauchy ·
Damköhler ·
Darcy ·
Dean ·
Deborah ·
Eckert ·
Ekman ·
Eötvös ·
Euler ·
Froude ·
Galilei ·
Graetz ·
Grashof ·
Görtler ·
Hagen ·
Iribarren ·
Keulegan-Carpenter ·
Knudsen ·
Laplace ·
Lewis ·
Mach ·
Marangoni ·
Morton ·
Nusselt ·
Ohnesorge ·
Péclet ·
Prandtl ·
Rayleigh ·
Reynolds ·
Richardson ·
Roshko ·
Rossby ·
Rouse ·
Schmidt ·
Sherwood ·
Shields ·
Stanton ·
Stokes ·
Strouhal ·
Stuart ·
Suratman ·
Taylor ·
Ursell ·
Weber ·
Weissenberg ·
Womersley